# Proterosuchus
Il proterosuco (Proterosuchus), noto anche con il nome di casmatosauro (Chasmatosaurus), era un rettile arcosauromorfo della famiglia dei Proterosuchidi, vissuto in Africa (Sudafrica) e in Asia (Cina) nel Triassico inferiore, che poteva raggiungere una lunghezza di 2 m.

## Descrizione

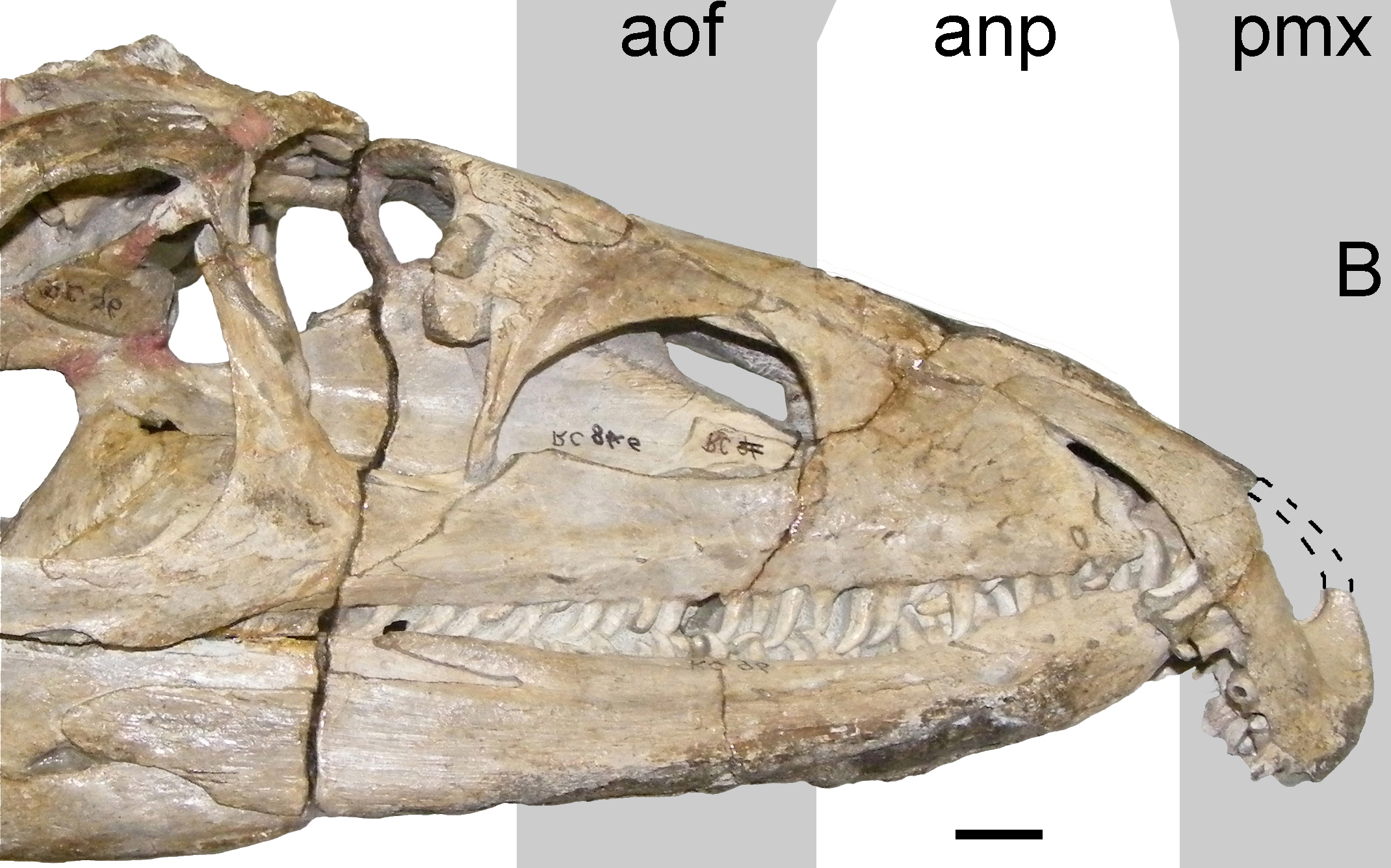
Cranio

Il proterosuco è il più antico tecodonte ben noto. Assomigliava a un coccodrillo attuale e probabilmente si comportava in modo analogo. Gli arti robusti avevano 5 dita e si dipartivano orizzontalmente dai lati del corpo, quindi l'animale si spostava strisciando come una lucertola. Pur essendo in grado di camminare sul terreno, Proterosuchus trascorreva molto tempo nei fiumi dove nuotava inseguendo i pesci, sue prede, con movimenti serpeggianti del corpo e della lunga coda. Denti affilati e curvi all'indietro, ognuno alloggiato in un alveo poco profondo, erano presenti su mandibola e mascella; quest'ultima era decisamente incurvata verso il basso all'estremità. Aveva denti anche sul palato, una caratteristica primitiva che non si riscontra nei tecodonti successivi. Di questo animale sono note varie specie, delle quali la più nota è Proterosuchus fergusi del Sudafrica. Altre specie, ascritte al genere "Chasmatosaurus" (come "Chasmatosaurus" yuani della Cina, dotato di un rostro molto prominente), potrebbero essere invece classificate in un genere a sé stante.